# Cime Liguria
Die Cime Liguria sind ein aus drei Berggipfeln bestehender und mehr als 10 km langer Gebirgskamm im Ellsworthgebirge des westantarktischen Ellsworthlands. In der Heritage Range bildet er 10 km südöstlich des Parrish Peak die südöstliche Seitenwand eines Gletschers zwischen dem Parrish Peak und dem Lippert Peak.
Italienische Wissenschaftler benannten ihn 2002 nach der italienischen Küstenregion Ligurien. Dem italienischen Bergsteiger Paolo Gardino gelang 1997 die Erstbesteigung.